# Erythroxylum glaziovii
Erythroxylum glaziovii är en tvåhjärtbladig växtart som beskrevs av Otto Eugen Schulz. Erythroxylum glaziovii ingår i släktet Erythroxylum och familjen Erythroxylaceae. Inga underarter finns listade i Catalogue of Life.